# Contra los campesinos asaltantes y asesinos
Contra los campesinos asaltantes y asesinos, (en alemán: Wider die Mordischen und der Bawren Reubischen Rotten) es una obra escrita por Martin Lutero en 1525 sobre la Guerra de los campesinos alemanes. Comenzó en 1524 y terminó en 1526, esta guerra fue el resultado de una tumultuosa colección de quejas en muchas esferas diferentes: política, económica, social y teológica. El propio Lutero está considerado como el fundador de la revuelta por sus ideas, aunque él mismo mantuvo su fidelidad a los príncipes alemanes contra la violencia de los rebeldes y esta obra refleja justamente la reacción de Lutero a la revuelta y hace alusión a la preocupación que tenía de ser considerado el responsable de ella.

## Contexto

### Guerra de los Campesinos
Empezada en 1524, la Guerra de los Campesinos se extendió a los territorios alemanes del Sacro Imperio Romano Germánico en el año 1525 hasta su abolición definitiva en el próximo año. Muchos factores, incluyendo cambios en las estructuras sociales y económicas de la región, tuvieron un papel importante en incitar a los campesinos a la revuelta. El movimiento de una economía agraria plena durante el siglo XIV y siglo XV fueron el marco para el desarrollo de nuevas clases sociales que no coincidían ni encajaban con la tradicional jerarquía feudal. A pesar de las quejas inicialmente citadas por los agricultores, se basaban esencialmente en los abusos individuales por parte del clero, el enfoque fue cambiado a medida que el movimiento se desarrolló hasta cubrir cuestiones de menor importancia en un contexto más amplio de la insatisfacción con el viejo orden feudal.

### Lutero y los campesinos
La relación entre la Reforma protestante y la Guerra de los Campesinos es tema de largo debate. Un punto de vista tradicional sobre el asunto es que la Guerra de los Campesinos fue resultado directo de la doctrina de libertad espiritual de Martín Lutero y de la aplicación de sus ideas como justificación religiosa para un levantamiento social y político. Es cierto que Lutero proporcionó a los campesinos valiosas herramientas principales: su enfoque en la idea de Sola scriptura enfatiza el sacerdocio de todos los creyentes y su refuerzo a la idea de que organizaciones sociales contrarias a la ley de Dios no exigen obediencia del pueblo y sirven de justificación para revueltas. Probablemente también influyó en el propio ejemplo de Lutero en la revuelta, porque su trabajo fue una revuelta contra las dos autoridades más importantes de la época, el papa y el emperador del Sacro Imperio. Es probable que las ideas de Lutero hayan coincidido simplemente con los deseos de los campesinos y, por lo tanto, se utilizaron como justificación.
Otros religiosos también influyeron en los campesinos, como Ulrico Zuinglio y Thomas Müntzer. Zuinglio pasó a enseñar a partir de 1523 que, para que el Evangelio tuviera éxito, las leyes seculares necesitarían ser transformadas de acuerdo con la ley de Dios, lo que correspondía perfectamente con lo que los campesinos querían. Müntzer, que dirigió el ejército campesino hasta su derrota en la batalla de Frankenhausen el 15 de mayo de 1525 por las tropas imperiales, animó a los rebeldes citando pasajes de la Biblia que parecían dar soporte a la revuelta contra la autoridad legalmente establecida, especialmente Lucas 22: 35-38 (vende tu capa y compra una espada) y Mateo 10:34 («No vine a traer la paz, sino la espada»). Para el campesinado oprimido de tantas formas, el liderazgo de hombres como Müntzer y la inspiración en las escrituras, que parecían justificar la violencia, transformaron la rebelión en algo muy tentador.

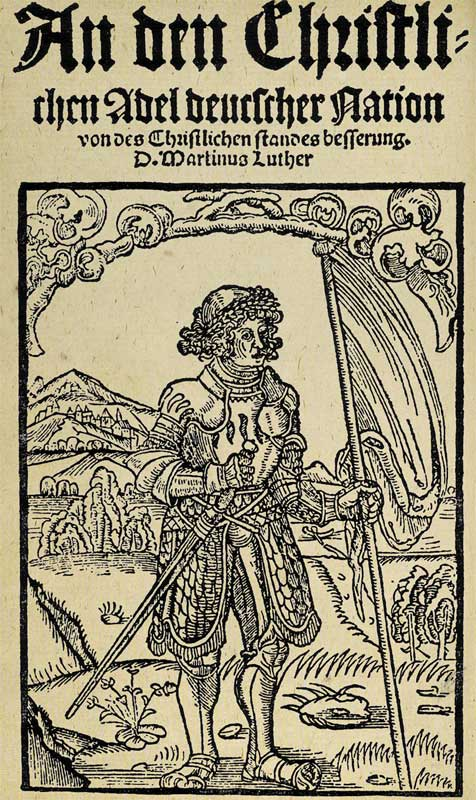
Portada de A la Nobleza Cristiana de la Nación Alemana (1520).

Además, los ataques de Lutero contra la Iglesia católica también llevaron a varios grupos a la revuelta. Los campesinos se vieron representados por las quejas de Lutero contra el clero y sus ideas sobre la libertad cristiana y querían «vengarse de todos sus opresores»,
Cuando la presión alrededor de estas ideas revolucionarias creció demasiado, Lutero fue obligado a elegir un lado y él eligió unirse a los burgueses, nobles y príncipes. Al mantener la parte de la autoridad legal, Lutero pasó a predicar el progreso pacífico y la resistencia pasiva en tratados como A la Nobleza Cristiana de la Nación Alemana de 1520. Lutero creía que no había circunstancias en las que este tipo de violencia se podía utilizar en el nombre Evangelio, excepto en el combate directo de las obras de Satanás. Él «no quería que el Evangelio fuese defendido por la fuerza y el derramamiento de sangre. El mundo ha sido conquistado por la Palabra, la Iglesia es mantenida por el Verbo y el Verbo también pondrá a la Iglesia de vuelta en su lugar; y el Anticristo, que ganó su lugar sin violencia, caerá sin violencia». En cuanto las ideas de Lutero se hicieron más populares, las ideas de Müntzer llegaron a ser vistas como peligrosas.

### Los Doce Artículos de la Unión Cristiana de Suavia Superior

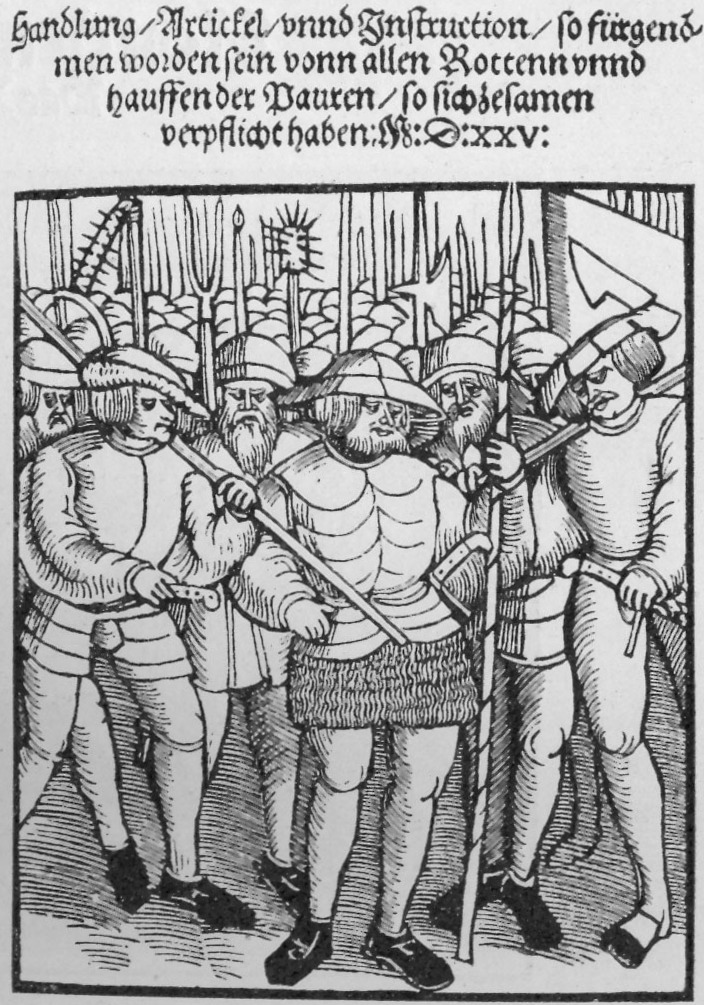
Portada de la edición alemana "Doce Artículos", contra los cuales Lutero escribió "Contra los Campesinos".

Los Doce Artículos de la Unión Cristiana de Suavia Superior, también conocidos como Doce Artículos del Bosque Negro, sirvieron como un manifiesto para la guerra de los campesinos, aunque no es el único que se hizo para este propósito. Estos "artículos" son un resumen compuesto por Sebastian Lotzer de cientos de artículos y quejas con citas bíblicas que apoyan cada punto. En pocas palabras, los Doce Artículos dieron como resultado el final del feudalismo y el fortalecimiento de los recursos comunes, un sistema de usufructo comunal.
El deseo de los agricultores fue escuchar el Evangelio y vivir sus vidas de acuerdo y los que eran considerados enemigos del Evangelio sería enemigos de los campesinos: la idea de un «evangelio puro» sirvió como justificación para la revuelta.

## Las obras de Lutero sobre la guerra de los campesinos

### Exhortación a la paz

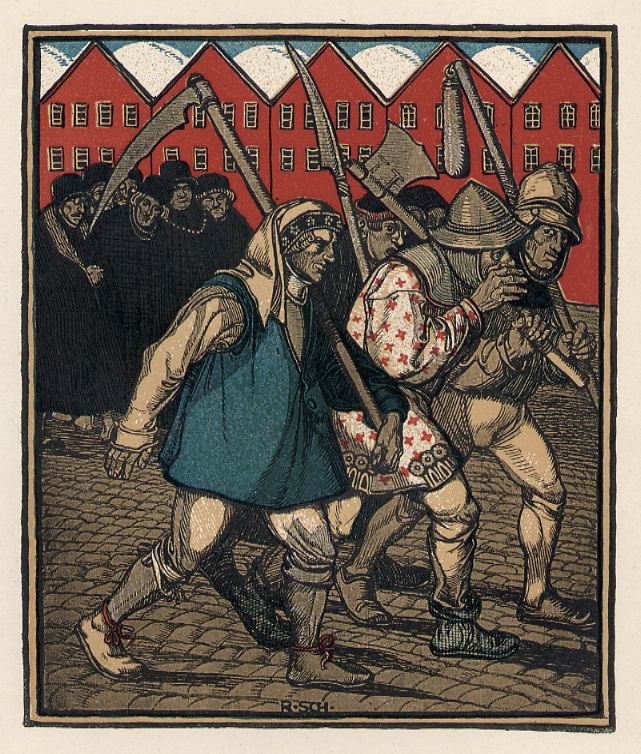
Grabado sobre la Guerra de los Campesinos.

Los campesinos estaban utilizando la Biblia para dar soporte a sus reivindicaciones y, por consiguiente, para justificar su revuelta, lo que hizo que Lutero se volcara contra ellos. Él habló en contra de los campesinos y, específicamente, refutó los Doce Artículos del Bosque Negro, uniéndose a los católicos para combatir la revuelta cada vez más violenta. La exhortación a la paz fue escrito para servir a varios propósitos, en un principio para evitar el derramamiento de sangre por una multitud enardecida de campesinos. También sirvió para refutar las falsas interpretaciones de la Escritura como justificación para la violencia y, por último, para responder a las muchas llamadas para, que él mismo, se pronunciara sobre la revuelta.
La primera sección de Exhortación habla a los príncipes y señores feudales y pide primero que reconozcan la amenaza planteada por los campesinos «no hay que menospreciar a esta rebelión», y después que sean más receptivos en evitar la confrontación directa. Se reprocha a los príncipes por lo que está claro que la culpa era de ellos también: «no tenemos a nadie más en la tierra que agradecer por esta rebelión desastrosa, sino a ustedes príncipes y señores [...] como gobernantes temporales que no hacen más que engañar y robar al pueblo, para que puedan llevar una vida de lujo y extravagancia. La gente común ya no soporta más esto».
La segunda sección habla a los campesinos y, aunque Lutero reconoce sus demandas como razonables en la forma presentada en los Doce artículos, él claramente afirma que ellos están equivocados al utilizar la fuerza para remediar su situación. Lutero se molesta particularmente con la utilización del Evangelio como justificación. La tercera sección reconoce que tanto los príncipes como los agricultores no están actuando como buenos cristianos y condena a los dos grupos afirmando que en caso de estallar una guerra los dos grupos perderán sus almas inmortales.
Esta obra y la siguiente, Contra los Campesinos asaltantes y asesinos, circularon por toda Alemania. Aunque no está claro cuándo Lutero leyó por primera vez los Doce Artículos es cierto que Exhortación es anterior al 16 de abril de 1525.

### Contra los campesinos asaltantes y asesinos
Lutero prácticamente ignoraba la extensión de la revuelta de los campesinos hasta que el mismo viajó alrededor de Turingia con Philip Melanchthon. Fue entonces cuando él fue capaz de observar de primera mano la gravedad de la situación y testimoniando que los campesinos «hacen el trabajo del diablo».  Lutero intentó evitar más violencia predicando contra ella, pero reconoció que este enfoque no tuvo ningún impacto.
En mayo de 1525, Lutero escribió Contra los Campesinos Revoltosos, un título que luego sería endurecido por los impresores en otras ciudades sin la aprobación de Lutero. En la obra, Lutero acusó a los campesinos de tres delitos: violación de sus juramentos de lealtad, delitos contra la fe y la comisión de delitos en el nombre de Cristo, que era una blasfemia:

Los campesinos incurrieron en la carga de tres terribles pecados contra Dios y contra los hombres, por lo que son merecedores de la muerte de cuerpo y alma [...] ellos juraron ser verdaderos y fieles, sumisos y obedientes a sus gobernantes [...] y ahora, deliberada y violentamente, violan este juramento [...] ellos están comenzando una rebelión y están violentamente robando y saqueando monasterios y castillos que no son de ellos [...] ellos doblemente son merecedores de la muerte de cuerpo y alma como salteadores y asesinos [...] ellos disfrazan estos terribles y horribles pecados con el Evangelio [...] y así se convirtieron en los peores blasfemadores de Dios y difamadores de su santo nombre.

Lutero prosigue justificando los actos de los príncipes contra los campesinos, incluso los violentos. Él cree que los agricultores pueden ser castigados por los señores por «haberse convertido perjurados sin fe, desobedientes, rebeldes, asesinos, ladrones y blasfemos, a los que incluso un monarca pagano tendría el derecho y la autoridad para castigar». Elogia Lutero a los que luchaban contra los campesinos argumentando que «los que murieron luchando en el lado de los gobernantes pueden ser un verdadero mártir a los ojos de Dios», y termina con una especie de «advertencia»: «Si alguien piensa que esto es demasiado duro, que recuerde que la rebelión es intolerable y que la destrucción del mundo hay que guardarla en todo momento».

### Carta Abierta sobre el Duro Libro Contra los Campesinos
Después de la derrota de las fuerzas de Müntzer el 15 de mayo de 1525, en Frankenhausen, la Guerra de los Campesinos prácticamente terminó por la falta de líderes y un ejército capaz de luchar. Los campesinos se sintieron traicionados por Lutero y lo criticaron por la publicación de Contra los campesinos asaltantes y asesinos. Los católicos recordaron que, a pesar de Exhortación a la Paz para justificar a los campesinos al afirmar que sus reclamaciones eran justas, cuando quedó claro que los campesinos perderían, Lutero los traicionó escribiendo Contra los campesinos. A causa de esto, los amigos de Lutero pidieron que él mismo escribiera una retractación, lo que él decididamente se negó a hacer.
Al cabo de unos meses Lutero decidió escribir una explicación en forma de una carta abierta a Caspar Muller titulada Carta Abierta sobre el Duro Libro Contra los Campesinos. En ella defendió sus trabajos anteriores y dijo que era el deber de un cristiano «sufrir la injusticia y no tener espada y recurrir a la violencia». Lutero defendió la «dureza» de su texto afirmando que «un rebelde, no es digno de un argumento racional, ya que no lo acepta. Se debe responder a la gente de este tipo con un puño hasta que el sudor gotee de sus narices».
Lutero también dijo que los príncipes eran muy severos en el castigo a los campesinos y que serían castigados por Dios por esto.

## Acontecimientos posteriores
Lutero se dio cuenta de que una reforma violenta alienaría príncipes, nobles y algunas ciudades y probablemente sería abrumada por los católicos o la oposición imperial. Como la mayoría de las ciudades quería una reforma moderada y muchos de los príncipes estaban comprometidos con una, fue un movimiento lógico. Más tarde sería criticado por haber cedido y acusado de ser un títere de los príncipes.